# Akazienpark
Der Akazienpark (auch: Akaziengarten) ist eine kleine Parkanlage in der südhessischen Stadt Darmstadt, gelegen am Fliederberg im Stadtteil Darmstadt-West. 

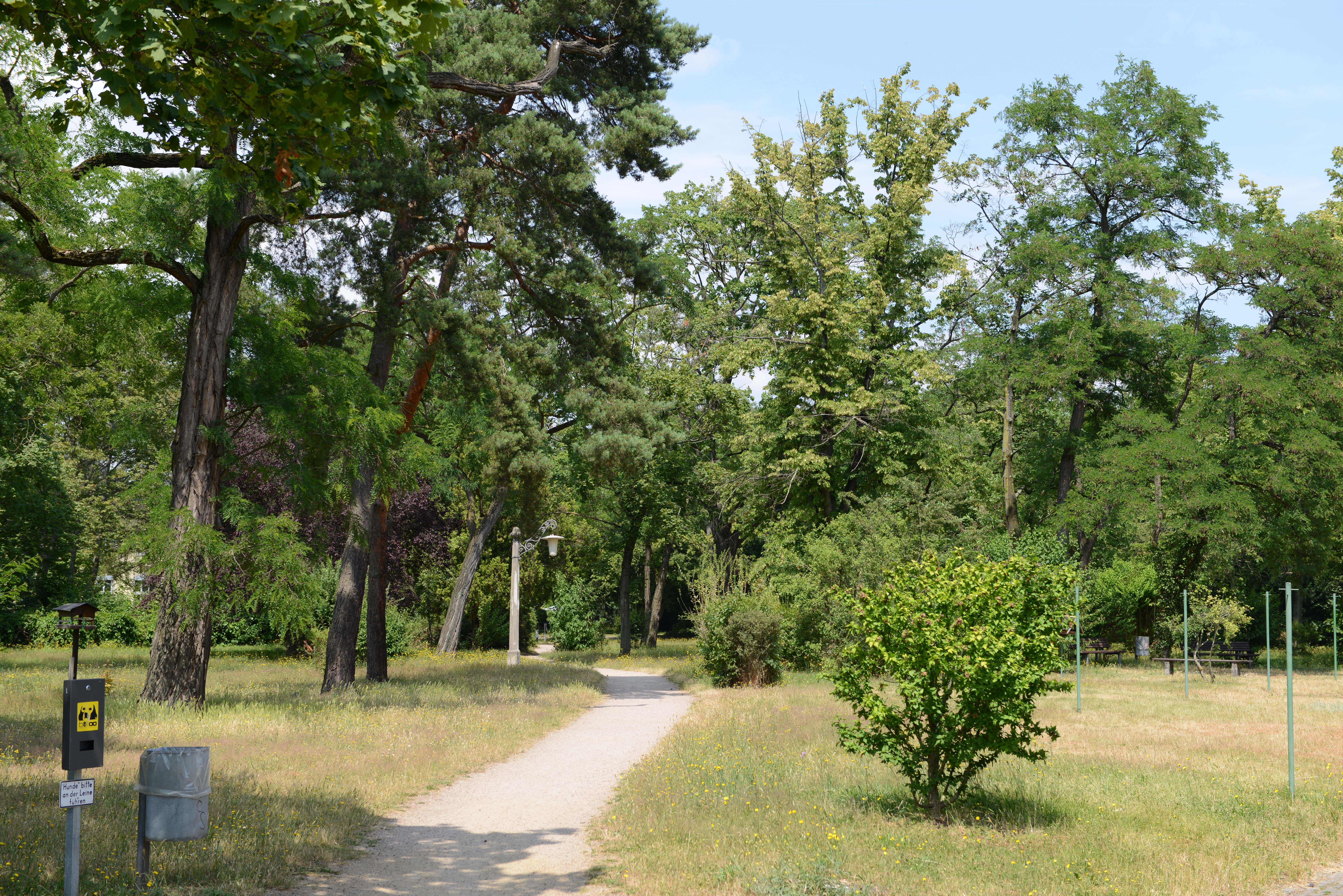
Akazienpark

## Geschichte
Der Park wurde im Jahr 1817, damals weit außerhalb der Stadt gelegen, auf Veranlassung Großherzog Ludewigs I. angelegt. Von einem achteckigen zentralen Platz aus laufen strahlenförmig acht Wege durch den Park, in der Mitte stand ein Teehäuschen. An der Südostecke befand sich ein Bassin. Kurz vor dem Ersten Weltkrieg kaufte die Militärverwaltung den Park und errichtete ein Lazarett, das bis zur Teilzerstörung im Zweiten Weltkrieg genutzt wurde. Nach 1945 wurden die wieder aufgebauten Gebäude von verschiedenen Behörden und einer Schule genutzt. In der Südwestecke wurde ein Studentenwohnheim gebaut.
Seit 1986 stehen Park und Gebäude-Ensemble unter Denkmalschutz nach dem Hessischen Denkmalschutzgesetz.

## Etymologie
Aufgrund des schlechten Sandbodens wurde der Park mit Robinien (falsche Akazie) bepflanzt und erhielt daher seinen Namen. Der Erdhügel in der Südostecke des Parks hieß ursprünglich „Hungerberg“; heute heißt der Hügel „Fliederberg“.

## Sonstiges
Am Nordrand des Parks befindet sich das Naturdenkmal Schepp Allee. Im Akaziengarten befindet sich der Hessische Rechnungshof.